# The Smiths (álbum)
The Smiths é o álbum de estreia da banda britânica de rock The Smiths, lançado em 20 de fevereiro de 1984 pela gravadora Rough Trade. Depois que a produção original de Troy Tate foi considerada inadequada, John Porter regravou o álbum em Londres, Manchester e Stockport durante os intervalos da turnê da banda no Reino Unido em setembro de 1983. A capa apresenta uma fotografia de Joe Dallesandro tirada do filme Flesh, de Andy Warhol.
O álbum foi bem recebido pelos críticos e ouvintes, e alcançou o número dois na parada de álbuns do Reino Unido, permanecendo na parada musical por 33 semanas. Estabeleceu a banda como proeminente na cena musical da década de 1980 no Reino Unido. O álbum também se tornou um sucesso internacional, chegando ao número 45 nas paradas de álbuns europeus, permanecendo nessas por 21 semanas. Após sua saída na parada europeia, ele voltou a entrar na Billboard Hot 100 de setembro por mais três semanas.

## Produção

### Gravação
Após assinarem com a gravadora Rough Trade, a banda começou a se organizar para gravar o seu primeiro álbum em meados de 1983. Por sugestão do chefe da gravadora, Geoff Travis, foi escolhido Troy Tate, ex-guitarrista do Teardrop Explodes, como produtor para as sessões no estúdio Elephant, em Wapping, Londres. Durante o mês seguinte, o grupo gravou quatorze músicas.
O guitarrista Johnny Marr escreve em sua autobiografia:

Gostava do Troy, a visão dele era capturar a maneira como a banda soava ao vivo. Ele achava importante que o disco representasse a maneira como estávamos nas casas de show e fosse autêntico. Ele trabalhou incansavelmente para obter paixão das performances e foi muito carinhoso comigo (...)
No entanto, as sessões também provariam ser árduas devido a uma onda de calor em Londres. A banda gravava no porão do estúdio e, de acordo com Marr, não apenas o calor era desconfortável, mas dificultava manter seus instrumentos afinados.
Sessões com John Porter
Enquanto gravavam uma apresentação na BBC com Dave Jensen em agosto de 1983, os Smiths conheceram o produtor John Porter, que estava trabalhando em um dos estúdios. Travis, deu a Porter uma fita das sessões com antecedência na esperança de que ele pudesse remixá-las. Porter disse a Travis que as sessões estavam "desafinadas e fora do tempo". Vendo que as sessões de Tate eram irrecuperáveis, Porter se ofereceu para regravar o álbum. Apesar de elogiar o trabalho com Tate, Morrissey aceitou, enquanto Marr concordou hesitantemente.
A banda começaram a trabalhar com Porter em setembro de 1983. Devido aos compromissos da turnê, o grupo teve que fazer o disco de forma fragmentada. As gravações começaram no estúdio Matrix de Londres, com a maior parte do trabalho realizado durante a estadia de uma semana em Pluto, nos arredores de Manchester. Uma sessão final de overdubs foi realizada no estúdio Eden em novembro. Após ouvir uma mixagem final do álbum no mês seguinte, Morrissey disse a Porter e Travis que o álbum "não era bom o suficiente". No entanto, o cantor disse que, devido ao custo do álbum, "(disseram que) tinha que ser lançado, não havia como voltar atrás".
Sobre o resultado final, Marr comenta:
Eu podia ouvir que as mixagens pareciam ruins e não era o resultado final que precisávamos para nossa estreia (...) Por que foi considerado necessário descartar o álbum inteiramente em vez de apenas mixá-lo novamente, eu não sei, mas não iria fazer muito disso (...) era um documento de como a banda realmente estava naquela época (...)

## Lançamento
O álbum foi precedido pelo single "What Difference Does It Make?", lançado em janeiro de 1984. A faixa atingiu o 12º lugar na parada de singles do Reino Unido. Lançado pouco mais de um mês depois, The Smiths estreou no número dois na parada de álbuns do Reino Unido.
As letras das músicas, todas de autoria de Morrissey, falavam de rejeição, perda, desilusão, e não tinham nada a ver com a maioria das músicas que estavam fazendo sucesso na primeira metade da década de 1980 na Inglaterra. Houve uma polêmica com a letra de "Suffer Little Children", que falava sobre uma onda de assassinatos ocorridos em Manchester duas décadas antes, conhecidos como "The Moors Murders". O segundo single do grupo, "This Charming Man", que originalmente não fazia parte do vinil na edição inglesa, foi posteriormente incluído no disco como a sexta faixa quando lançado em CD.

## Recepção
A Slant Magazine listou o álbum em 51º lugar em sua lista de "Melhores Álbuns da Década de 1980", dizendo (em referência a Morrissey e Marr): "Não há razão para que um discípulo mordaz e sexualmente frustrado de Oscar Wilde que amava o punk, mas cantava como um Sinatra com defeito deveria ter se unido a um fabulosamente guitarrista inventivo cujas influências eram tão difusas que poderia ser difícil ouvi-las e formou uma das maiores duplas de compositores dos anos 80." PopMatters incluiu o álbum em sua lista de "12 Álbuns de Rock Alternativo Essenciais dos Anos 80" dizendo: "A carreira de Morrissey é totalmente contabilizada nos Smiths, onde eles se tornaram ainda mais penetrantes pelo delicado toque de guitarra de Johnny Marr e pela produção austera de John Porter".
Em 1989, o álbum ficou em 22º lugar na lista dos "100 Maiores Álbuns da Década de 1980" da revista Rolling Stone. Em 2003, o álbum foi o 481º na lista dos "500 Melhores Álbuns de Todos os Tempos" da mesma. Em uma revisão em 2012, o álbum subiu para a 473º posição, chamando-o de "uma vitrine para o humor sombrio de Morrissey e o estrondo de guitarra de Marr". O álbum foi classificado como número 51 na lista dos "100 Melhores Álbuns de Estreia de Todos os Tempos". Ele ficou no número 73 na lista do Guardian dos "100 Melhores Álbuns de Todos Os Tempos" em 1997.

## Faixas

#### Versão inglesa
Lado A
Todas as letras escritas por Morrissey, todas as músicas compostas por Johnny Marr.
| N.º | Título                           | Duração |  |
| 1.  | "Reel Around the Fountain"       | 5:58    |  |
| 2.  | "You've Got Everything Now"      | 3:59    |  |
| 3.  | "Miserable Lie"                  | 4:29    |  |
| 4.  | "Pretty Girls Make Graves"       | 3:44    |  |
| 5.  | "The Hand That Rocks the Cradle" | 4:38    |  |

Lado B
| N.º | Título                          | Duração |  |
| 1.  | "Still Ill"                     | 3:23    |  |
| 2.  | "Hand in Glove"                 | 3:25    |  |
| 3.  | "What Difference Does It Make?" | 3:51    |  |
| 4.  | "I Don't Owe You Anything"      | 4:05    |  |
| 5.  | "Suffer Little Children"        | 5:28    |  |

#### Versão norte-americana
Lado A
| N.º | Título                           | Duração |  |
| 1.  | "Reel Around the Fountain"       | 5:58    |  |
| 2.  | "You've Got Everything Now"      | 3:59    |  |
| 3.  | "Miserable Lie"                  | 4:29    |  |
| 4.  | "Pretty Girls Make Graves"       | 3:44    |  |
| 5.  | "The Hand That Rocks the Cradle" | 4:38    |  |
| 6.  | "This Charming Man"              | 2:52    |  |

Lado B
| N.º | Título                          | Duração |  |
| 1.  | "Still Ill"                     | 3:23    |  |
| 2.  | "Hand in Glove"                 | 3:25    |  |
| 3.  | "What Difference Does It Make?" | 3:51    |  |
| 4.  | "I Don't Owe You Anything"      | 4:05    |  |
| 5.  | "Suffer Little Children"        | 5:28    |  |

## Ficha técnica
The Smiths
- Morrissey – vocais
- Johnny Marr – guitarra, gaita
- Andy Rourke – baixo
- Mike Joyce – bateria, tamborim

Músicos adicionais
- Annalisa Jablonska – vocais (em "Pretty Girls Make Graves", "Suffer Little Children")
- Paul Carrack – piano, órgão (em "Reel Around the Fountain", "You've Got Everything Now" e "I Don't Owe You Anything")

Produção
- John Porter – produção, remixagem (em "Hand in Glove")
- The Smiths – produção (em "Hand in Glove")
- Phil Bush, Neill King – engenharia de som

## Paradas
| Paradas (1984)                | Melhor posição |
| ----------------------------- | -------------- |
| Austrália (Kent Music Report) | 77             |
| European Top 100 Albums       | 45             |
| Reino Unido (OCC)             | 2              |

## Certificações
| Região            | Certificações | Vendas  |
| ----------------- | ------------- | ------- |
| Reino Unido (BPI) | Ouro          | 100,000 |